# ساسون حسقيل
ساسون حسقيل (17 آذار/مارس 1860 – 31 آب/أغسطس 1932) أول وزير مالية للعراق في العصر الحديث، واستلم وزارة المالية العراقية سنة 1921م.
في 13 آب 1923 م فوضته الحكومة العراقية آنذاك لمفاوضة البريطانيين حول أمتياز شركة النفط العراقية التركية (شركة بريطانية)، حيث ثبت بأن يكون الدفع بالشلن الذهب سعرا للنفط المباع، مما أفاد الميزانية العراقية فيما بعد.
وبفضله استرجعت حكومة العراق واردات النفط بالباون الذهبي بدلاً من العملة الورقية، وبعد إصراره على هذه المعاملة في المفاوضات عام 1925 مع الجانب البريطاني، رغم أعتراض أعضاء الوفد العراقي على ذلك. وقد قدر العراقيون، في ما بعد، أهمية هذا الموقف. إلا أن تدخل البريطانيين منع ساسون من توليه منصب الوزارة ثانية. وكان ساسون منظم أول ميزانية مالية في تاريخ العراق، وأول منظم لهيكل الضرائب على الأسس الحديثة، وكان قد شارك في مؤتمر القاهرة عام 1921م، برئاسة ونستون تشرشل، والذي خصص لمباحثات قيام المملكة العراقية، وبعد وفاته رثاه الشاعر العراقي المعروف معروف الرصافي في قصيدة عصماء، وكان رثاءه محملاً بالأعتذار:
" ألا لا تقل: قد مات ساسون بل فقل
تغَـور من أفـق المكارم كـوكب
فقـدنا بـه شيخ البرلمـان ينجلي
بـه ليله الداجي إذا قـام يخطـب "
وفي حادثة عنه قال الباحث ضياء كاظم زبالة العرادي في تلك الشخصية المهمة في تاريخ العراق عندما أراد الملك منه صرف مبلغ 20 دينار عراقي من أجل بناء مدرسة في لواء الديوانية بعد أن طالبوا ببناء تلك المدرسة إلا أن ساسون قد قال للملك: (لقد أقرت الميزانية في البرلمان وليس هناك مجال للتلاعب في أي رقم مما أقره البرلمان)، فيالها من مصداقية ويالها من مهنية سياسية لايرقى لها إلا الشعوب المتطورة.

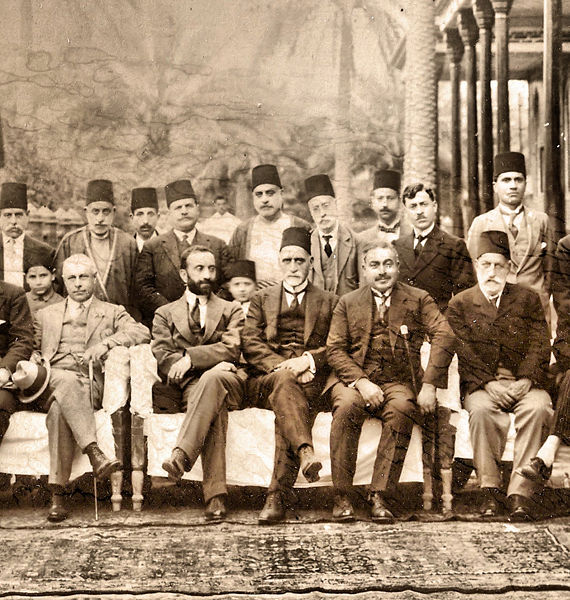
ساسون حسقيل وهو يتوسط مجموعة من يهود العراق.

وينتمي ساسون إلى عائلة يهودية بغدادية برزت واشتهرت بالتجارة، حيث كان والده من رجال الدين المتفقهين في الشريعة الموسوية. ولد ساسون في بغداد عام 1860 ولم يزل بيته على ضفاف نهر دجلة قائما في منطقة شارع النهر قرب جسر مود سابقا وأسمه جسر الأحرار حاليا، ودرس في مدرسة الاليانس، ثم ذهب إلى إسطنبول للدراسة عام 1877. وعين في منصب الترجمان لولاية بغداد ثم بعد عودته إلى بغداد عام 1885 انتخب نائباً في مجلس النواب التركي الأول عام 1908، ويعتبر ساسون أحد الأعضاء الثمانية في أول حكومة عراقية قام بتأسيسها السير برسي كوكس (المندوب السامي البريطاني). ثم عين أول وزير مالية في حكومة السيد عبد الرحمن النقيب، وهي الحكومة المؤقتة في الأعوام 1918-1921، وانتخب ساسون لوزارة المالية في وزارة النقيب الثانية 1921، والثالثة، ووزارة عبد المحسن السعدون الأولى، وكذلك في وزارة ياسين الهاشمي.
اعتبر ساسون من الشخصيات العراقية المهمة في تاريخ العراق المعاصر، وقد حرص على التقاليد البرلمانية الصحيحة وتطبيق النظام الداخلي لمجلس النواب العراقي، وقد وصفته المس بيل بأنه «أقدر رجل في مجلس الوزراء، هو صلب قليلاً وينظر إلى الأمور من وجهة الحقوقي الدستوري دون أن يعطي اعتباراً كافياً لأحوال العراق المتأخرة، ولكنه حر ونزيه إلى أبعد الحدود».
شغل ساسون حسقيل منصب وزير المالية خمسة مرات في فترة الحكم الملكي. ويعد ساسون أشهر وأنزه وزير عراقي في تأريخ الحكومات العراقية المتعاقبة، فكان أول وزير مالية عراقي أسهم بشكل كبير في وضع الأسس الصحيحة لقيام الاقتصاد العراقي وبناء ماليته على وفق نظام دقيق، وخير دليل على ما نقول هو سجلات مفاوضات النفط مع الإنكليز، حينما اشار على المفاوض العراقي إضافة كلمة (ذهب) على جملة (أربعة شلنات) عند احتساب عوائد النفط، لكي يضمن استقرار نسبة العوائد. ومن الطريف ما أوردته الخاتون الإنكليزية (جرترود بيل) التي يقال بأنها كانت عشيقة الملك فيصل الأول، في رسائلها، بان تعيين ساسون (اليهودي) وزيرا قد تم بتدخل شخصي منها، ولم يستغرق إقناع عبد الرحمن النقيب إلا نصف ساعة، بينما لم تقنعه أيام طوال من التدخلات والتبريرات من طرف (الخاتون) لتعيين وزير (شيعي) في وزارته!
ويذكر نجدت فتحي صفوت في بحث له نشر في مجلة دراسات فلسطينية انه عثر في أوراق رفائيل بطي على وصف لحادثة رواها له الشيخ محمد رضا الشبيبي الذي كان عضواً في وزارة ياسين الهاشمي الأولى، وساسون حسقيل وزيراً للمالية فيها. فقد عرض على مجلس الوزراء نظام وزارة المالية، واراد البعض أن يعارض اقتراحات ساسون، فغضب وقال لزملائه الوزراء هذا موضوع اختصاصيّ، وهو من اختصاصي، وكما أني لا أعارض الهاشمي في الشؤون العسكرية، ولا فلانا في موضوع الإدارة الداخلية، فلا أوافق على معارضتي في موضوع هو من اختصاصي، والنظام من رأيي، فان وافقتم عليه فبها وخيراً، والا فلا أعمل معكم، وغادر المجلس. وقال ياسين: يجب أن نخضع للمنطق وحاجة البلد، ولا معنى للعصبية. وأخيراً ذهب الهاشمي وأرجعه إلى مجلس الوزراء في جلسة أخرى، وصودق على نظام وزارة المالية حسب اقتراح ساسون بحذافيره.
ويروي انه في إحدى المرات التي ترأس فيها اللجنة المالية، كان ياسين الهاشمي مقرراً لتلك اللجنة. وكان ساسون دقيقاً في شؤون الميزانية العامة، في حين أن ياسين كان يحاول أن يحيد بأعمال اللجنة إلى الخلافات السياسية.
فلما ضايقه ساسون في الأمر استقال من مقررية اللجنة، فقال ساسون لدى اطلاعه على استقالة الهاشمي، ان ياسين يريد باستقالته أن استقيل انا من رئاسة اللجنة، لأنه يريد اقحام السياسة في اعمالها، وانا حريص على الروح البرلماني الصافي، ولذلك أستقيل أنا بدلاً منه. واستقال من رئاسة اللجنة ومن عضويتها أيضاً.
حاول ساسون قبل وفاته ان يختم حياته بمنجز من منجزاته الكثيرة وحاول وضع خطة دقيقة من أجل إصدار عملة عراقية وطنية، وسعى جاهدا من أجل تحقيق ذلك يساعده يهودي آخر هو إبراهيم الكبير مدير عام المحاسبة المالية آنذاك، وبالفعل فقد تم ذلك عام 1932 م وأصبحت النقود العراقية هي المتداولة بدلا من الروبية الهندية والليرة التركية.
قضى ساسون حياته عازبا دون أن يتزوج، ومات وهو أعزب، وقدجمع مكتبه فخمة تعدَّ من أكبر المكتبات الشخصية في بغداد، وكانت غنية بمختلف الكتب باللغات العربية والتركية والإنكليزية والفرنسية والألمانية، وقد استولت الحكومة العراقية عام 1970 وأودعت ضمن مكتبة المتحف العراقي، ضمت كتباً مختلفة وبلغات عديدة منها الإيطالية والإنكليزية والألمانية والتركية والإسبانية والعربية.
قالوا عنه:
- قال عنه أمين الريحاني: «انه الوزير الثابت في الوزارات العراقية لأنه ليس في العراق من يضاهيه في علم الاقتصاد والتضلع من ادراك الشؤون المالية».
- أما معروف الرصافي فقد رثاه قائلاً:

نعى البرق من باريس ساسون فاغتدت
```
بغداد أم المجد تبكي وتندب
```

ولا غرو أن تبكيه إذ فقدت به
```
نواطق أعمال من المجد تعرب
```

لقد كان ميمون النقيبة، كلها
```
تذوقته في النفس يحلو ويعذب
```

تشير اليه المكرمات بكفها
```
إذا سئلت أي الرجال المهذب
```

ألا لا تقل قد مات ساسون، بل فقل:
```
تغور من أفق المكارم كوكب
```

".
- أما ياسين الهاشمي فقال عنه: «إذا ما ذكر ساسون أفندي فيجيء ذكره مقروناً بالكفاح العظيم في تنظيم شؤون دولة العراق في سني الانتداب العجاف».